# FTW Championship
Het FTW (Fuck the World) Championship is een professioneel worstelkampioenschap dat gecreëerd werd door voormalig professioneel worstelaar Taz  in Extreme Championship Wrestling (ECW) in 1998. Toen de titel werd opgeborgen in 1999 en voor 21 jaar inactief was, bracht Taz het kampioenschap weer terug naar All Elite Wrestling (AEW) en bekroonde Brian Cage als eerste FTW Champion in AEW. In zowel ECW als AEW is het FTW Championship gepresenteerd als een "afvallige titel", die in de verhaallijn niet is goedgekeurd door functionarissen.

## Lijst van FTW Champions
| Nr.                                  | Worstelaar    | #             | Datum            | Stad                       | Evenement               | Aantekeningen |
| ------------------------------------ | ------------- | ------------- | ---------------- | -------------------------- | ----------------------- | --- |
| Extreme Championship Wrestling (ECW) |               |               |                  |                            |                         | |
| 1                                    | Taz           | 1             | 14 mei 1998      | Queens, New York           | It Ain't Seinfeld       | Taz introduceerde de titel tijdens een verhaallijn.                                                                                         |
| 2                                    | Sabu          | 1             | 19 december 1998 | Philadelphia, Pennsylvania | ECW Hardcore TV         | Dit was een Triple Threat Match waarbij ook Justin Credible betrokken was. De titel veranderde op 23 december 1998.                         |
| 3                                    | Taz           | 2             | 21 maart 1999    | Asbury Park, New Jersey    | Living Dangerously 1999 | Dit was een Extreme Death Match. |
| Geünificeerd.                        | Geünificeerd. | Geünificeerd. | 21 maart 1999    | Asbury Park, New Jersey    | Living Dangerously 1999 | Taz versloeg Sabu om de ECW FTW Heavyweight Championship te unificeren met het ECW Heavyweight Championship.                                |
| All Elite Wrestling (AEW)            |               |               |                  |                            |                         | |
| 4                                    | Brian Cage    | 1             | 2 juli 2020      | Jacksonville, Florida      | Fyter Fest 2020         | Taz introduceerde de titel opnieuw en werd toegekend aan Cage, van wie hij de manager was. Deze aflevering werd uitgezonden op 8 juli 2020. |
| 5                                    | Ricky Starks  | 1             | 16 juli 2021     | Cedar Park, Texas          | Fyter Fest              | [ 5 ] |

## Lijst
| Nr. | Kampioen     | # | Aantal dagen kampioen |
| --- | ------------ | - | --------------------- |
| 1   | Brian Cage   | 1 | 377                   |
| 2   | Taz          | 2 | 219                   |
| 3   | Sabu         | 1 | 92                    |
| 4   | Ricky Starks | 1 |                       |